# Mason Ewing
Mason Cyrille Elong Ewing, né le 9 avril 1982 à Douala, est un producteur, réalisateur, scénariste et créateur de mode franco-camerounais. Il réside en France et aux États-Unis à Los Angeles, où se trouve le siège de sa société, Mason Ewing Corporation.

## Biographie

### Jeunesse et débuts
Mason Ewing est né à Douala, la capitale économique du Cameroun le 9 avril 1982. Son père, Frederik Ewing, est un homme d'affaires américain mort en novembre 2010. Sa mère, Marie Francesca Elong, est une camerounaise morte en mars 1986. Elle est mannequin, modéliste et couturière,.
Mason vit jusqu'à ses quatre ans auprès de sa mère, laquelle l'a inspiré et initié à la mode. Pendant qu'elle confectionne des vêtements pour ses enfants, Mason aime rester près d’elle et s'amuser avec les tissus. À cet âge-là, il est très proche de sa mère.
Celle-ci décède en 1986. Il est pris en charge par son arrière-grand-mère, Élise. En 1989, il emménage en région parisienne où il est maltraité par son oncle et sa tante.
En 1993, il a fait beaucoup de fugues pour demander de l'aide auprès de la Police, de la gendarmerie, des juges pour être retiré de chez son oncle et sa tante. Il perd la vue en avril 1996 et plonge dans le coma pendant trois semaines à l’hôpital Necker-Enfants malades, à Paris.
En 2001, SDF, il se retrouve au SAMU social. Il souhaite devenir styliste pour rendre hommage à sa mère malgré son handicap,. Mason crée sa ligne de vêtements qui se veut novatrice. À l’effigie du bébé Madison, il y appose aussi du braille pour que les malvoyants puissent reconnaître au toucher la couleur du vêtement et l'activité du bébé Madison (sport, jeux, activités…). Plusieurs personnalités lui apportent leur appui, tels Laurent Petitguillaume qui présente le défilé et Emmanuel Petit, Olivier Lapidus (ex directeur artistique de la maison Lanvin) et sa marraine Dominique Torres. En novembre 2008, il organise son troisième défilé de mode sur la péniche La Planète Sur Seine avec Rachel Legrain-Trapani (Miss France 2007) qui porte sa robe de mariée,.
En 2025, 13 plaintes sont déposées contre lui pour viol et agression sexuelle.]

### Carrière dans le cinéma
Parallèlement à ses projets dans la mode, Mason Ewing travaille sur des projets cinématographiques en France. Il imagine la série pour enfants Les Aventures de Madison et la série Mickey Boom. En 2011, il s'installe aux États-Unis pour devenir producteur de cinéma. Il crée une société, Mason Ewing Corporation, à Los Angeles, avec laquelle sont lancés divers projets comme la production cinématographique. Il écrit une série télévisée Eryna Bella et produit un court métrage Descry.
Après quelques années à Los Angeles, il revient en France pour l'avancement de sa série télévisée Mickey Boom.
En avril 2015, il crée à Clichy la société Les Entreprises Ewing (SARL unipersonelle).
Le 1er novembre 2019, il sort son autobiographie Les Yeux du destin, auto-éditée par Ewing Publication,.

## Affaire judiciaire
Le 18 mars 2025, il est révélé que Mason Ewing est visé par plusieurs plaintes pour viols et agressions sexuelles en France.

## Filmographie

### Courts métrages
- 2011 : Descry
- 2017 : Névroses
- 2017 : Comme Les Autres
- 2017 : Le Plus Beau Cadeau de ma Mère

### Long métrage
- Coup de foudre à Yaoundé : sortie initialement prévue en 2019[15], sans nouvelles depuis lors.